# Every Trick in the Book
Every Trick in the Book è il quarto album in studio della band metal americana Ice Nine Kills. È stato rilasciato il 4 dicembre 2015 ed è stato il primo disco della band su Fearless Records. Ogni canzone è basata su un pezzo di letteratura. Questo album è stato il più alto album di grafici della band, con un picco al numero 122 della Billboard 200 degli Stati Uniti e vendendo 7 300 copie nella prima settimana.

## Tracce
1. Nature of the Beast – 3:38
2. Communion of the Cursed – 4:30
3. Bloodbath & Beyond – 3:39
4. The Plot Sickens – 3:40
5. Star-crossed Enemies – 3:45
6. Me, Myself & Hyde – 4:04
7. Alice – 3:11
8. The People in the Attic – 3:48
9. Tess-Timony – 3:14
10. Hell in the Hallways – 4:08